# Токола, Милко
Ми́лко Серге́й О́лави То́кола (фин. Milko Sergei Olavi Tokola; род. 10 октября 1992, Финляндия) — финский тяжелоатлет, включённый в состав сборной Финляндии на летних Олимпийских играх 2016 года.
При росте 163 см выступает в категории до 85 кг и представляет клуб Rovaniemen Reipas. В 2011 году стал восьмым в категории до 77 кг на чемпионате Европы по тяжёлой атлетике среди юниоров и 27-м на чемпионате мира.
Женат на тяжелоатлетке Анне Эвери